# Dinetus dentipes
Dinetus dentipes (лат.) — вид песочных ос (Crabronidae) рода Dinetus из подсемейства Dinetinae (ранее в Astatinae). Алжир, Марокко, Тунис, Иордания, Объединенные Арабские Эмираты, Туркменистан, Казахстан.

## Описание
Мелкие осы (5,0 — 5,5 мм) чёрного цвета с жёлтыми отметинами. От близких видов (D. turanicus, D. wojciechi) отличается следующими признаками: проподеум сбоку с более или менее широкой жёлтой полосой; средняя лопасть наличника равномерно закругленная. Мандибулы спереди равномерно закруглены. Средние и задние ноги у основания с коричневыми или чёрными пятнами на спине; скапус жёлтый с чёрной полосой на оборотной стороне. Проподеум дорсально со светлыми боковыми частями, сходящимися на вершине (иногда редуцирован в пятна латерально и базально на проподеальной оболочке); средние бёдра жёлтые, местами красноватые или чёрные; щиток полностью или преимущественно жёлтый. Грудь снизу жёлтая или с жёлтыми пятнами, иногда с красными пятнами, реже чёрная. Скутум большей частью с густым серебристым опушением, маскирующим скульптуру. Глаза не соприкасаются друг с другом, но соприкасаются с основанием мандибул. Жвалы с выемкой внизу. В передних крыльях 2 субмаргинальные ячейки. Предположительно, как и другие близкие виды своего рода охотится на клопов (Heteroptera) или цикадок (Cicadinea), которых запасают для своего потомства в земляных гнёздах. Вид был впервые описан в 1910 году по материалам из Алжира, а его валидный стаnус подтверждён в ходе ревизии, проведённой в 2021 году немецким гименоптерологом Hans-Joachim Jacobs (Senckenberg Deutsches Entomologisches Institut, Мюнхеберг, Германия).